# پارامترسازی (مدل‌سازی جوی)
پارامترسازی (یا پارامتری‌سازی) در یک مدل جوی (چه مدل آب و هوا و چه مدل اقلیمی) روشی برای جایگزینی فرآیندهایی است که برای نمایش فیزیکی در مدل، بسیار کوچک‌مقیاس یا پیچیده هستند و نمی‌توان آنها را با یک فرایند ساده‌شده جایگزین کرد. این را می‌توان با سایر فرایندها - مثلاً جریان بزرگ‌مقیاس جو - که به صراحت در مدل‌ها حل شده‌اند، مقایسه کرد. پارامترهای مختلفی که در فرآیندهای ساده‌شده استفاده می‌شوند، با این پارامترسازی‌ها مرتبط هستند. مثال‌ها شامل نرخ نزول قطرات باران، ابرهای همرفتی، ساده‌سازی انتقال تابشی جوی بر اساس کدهای انتقال تابشی جوی و میکروفیزیک ابر است. پارامترهای تابشی برای مدل‌سازی جوی و اقیانوسی به‌طور یکسان مهم هستند. انتشار گازهای جوی از منابع مختلف در داخل جعبه‌های شبکه مجزا نیز باید پارامتری شوند تا تأثیر آنها بر کیفیت هوا مشخص شود.

## ابرها

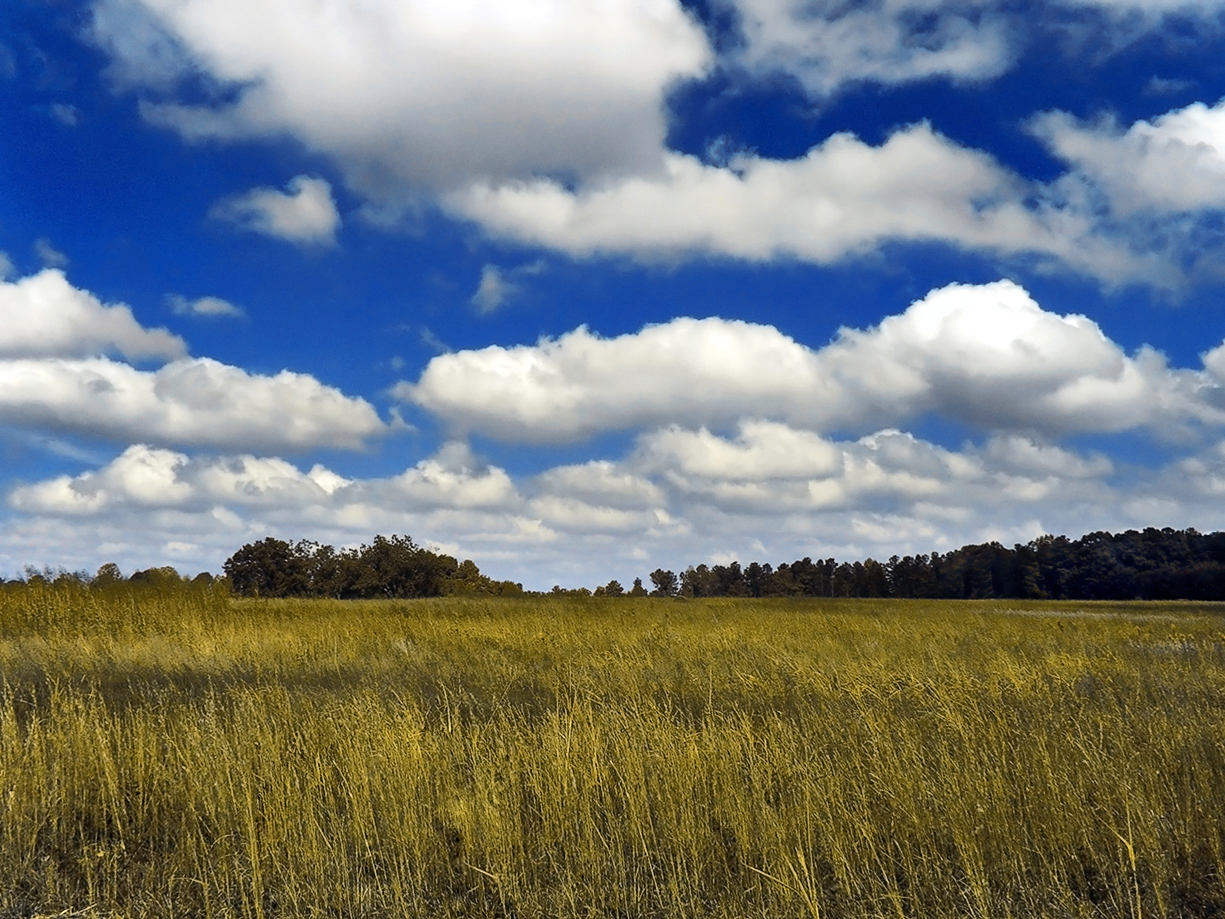
میدان ابرهای جمع

شبکه‌های مدل آب و هوا و اقلیم دارای اضلاعی بین ۵ کیلومتر (۳٫۱ مایل) هستند. و ۳۰۰ کیلومتر (۱۹۰ مایل). یک ابر کومولوس معمولی مقیاسی کمتر از ۱ کیلومتر (۰٫۶۲ مایل) و برای نمایش فیزیکی توسط معادلات حرکت سیال، به شبکه‌ای حتی ریزتر از این نیاز خواهد بود؛ بنابراین، فرآیندهایی که چنین ابرهایی نشان می‌دهند، توسط فرآیندهایی با پیچیدگی‌های مختلف، پارامتری می‌شوند. در مدل‌های اولیه، اگر ستونی از هوا در یک جعبه مشبک مدل ناپایدار بود (یعنی پایین آن گرمتر از بالا بود)، آنگاه واژگون می‌شد و هوای موجود در آن ستون عمودی با هم مخلوط می‌شد. طرح‌های پیچیده‌تر، با در نظر گرفتن اینکه فقط برخی از بخش‌های جعبه ممکن است همرفت داشته باشند و اینکه پدیده‌های جذب و سایر فرایندها رخ می‌دهند، بهبودهایی را اضافه می‌کنند. مدل‌های آب و هوایی که دارای جدول‌های شطرنجی با اضلاع بین ۵ کیلومتر (۳٫۱ مایل) و ۲۵ کیلومتر (۱۶ مایل) می‌توانند به صراحت ابرهای همرفتی را نشان دهند، اگرچه هنوز نیاز به پارامتری کردن میکروفیزیک ابر دارند.
تشکیل ابرهای مقیاس بزرگ (نوع استرات) به لحاظ فیزیکی تر است: زمانی تشکیل می‌شوند که رطوبت نسبی به مقدار مشخصی برسد. با این حال، فرآیندهای مقیاس زیر شبکه باید در نظر گرفته شوند. به جای فرض اینکه ابرها در رطوبت نسبی ۱۰۰٪ شکل می‌گیرند، بخش ابر می‌تواند با رطوبتی نسبی حیاتی ۷۰٪ برای ابرها از نوع استراتوس و در یا بالاتر از ۸۰٪ برای ابرهای کمولیفرم مرتبط باشد، که منعکس کننده تغییرات مقیاس زیر شبکه است که در دنیای واقعی رخ می‌دهد. بخش‌هایی از پارامترزاسیون بارندگی شامل نرخ تراکم، تبادل انرژی با تغییر حالت بخار آب به قطرات مایع و بخش میکروفیزیکی است که سرعت تغییر از بخار آب را به قطرات آب کنترل می‌کند.

## تابش و تعامل بین اتمسفر و سطح
میزان تابش خورشیدی که در زمین‌های ناهموار یا به دلیل ابری بودن متغیر به سطح زمین می‌رسد، با وقوع این فرایند در مقیاس مولکولی، پارامتری می‌شود. این روش پارامترسازی همچنین برای شار سطحی انرژی بین اقیانوس و جو انجام می‌شود تا دمای واقعی سطح دریا و نوع یخ دریایی یافت شده در نزدیکی سطح اقیانوس تعیین شود. همچنین، اندازه شبکه مدل‌ها در مقایسه با اندازه واقعی و ناهمواری ابرها و توپوگرافی، بزرگ است. زاویه تابش خورشید و همچنین تأثیر لایه‌های متعدد ابر در نظر گرفته شده است. نوع خاک، نوع پوشش گیاهی و رطوبت خاک، همگی تعیین می‌کنند که چه مقدار تابش منجر به گرمایش می‌شود و چه مقدار رطوبت به جو مجاور جذب می‌شود؛ بنابراین، پارامتری کردن آنها مهم است.

## کیفیت هوا

تصویربرداری یک پرنده که همچنین به عنوان فلور انتشار آلودگی هوا گاوسی شناخته می‌شود

پیش‌بینی کیفیت هوا تلاش برای پیش‌بینی زمانی که غلظت آلاینده‌ها به سطوح خطرناک برای سلامت عمومی برسد. غلظت آلاینده‌ها در جو با حمل و نقل تعیین می‌شود، انتشار، تحول شیمیایی و زمین شهادت. در کنار منبع آلاینده و اطلاعات زمین، این مدل‌ها نیاز به داده‌هایی در مورد وضعیت جریان سیال در جو برای تعیین حمل و نقل و انتشار آن. در مدل‌های کیفیت هوا، پارامترها انتشار گازهای گلخانه ای جوی را از چندین منبع نسبتاً کوچک (به عنوان مثال جاده‌ها، زمینه‌ها، کارخانه‌ها) در جعبه‌های شبکه خاص در نظر می‌گیرند.

## ادی‌ها
اقیانوس (و اگرچه متغیر تر است، جو) طبقه‌بندی شده از طریق تراکم. در حالت استراحت، سطوح تراکم ثابت (معروف به ایزوپیکنال‌ها در اقیانوس) موازی با سطوح فشار ثابت خواهد بود (ایزوبار). با این حال، فرآیندهای مختلف مانند زمین‌شناسی و بالا رفتن می‌تواند منجر به خم شدن ایزوپیکنال‌ها نسبت به ایزوبار شود. این سطوح تراکم شیب دار منبع انرژی بالقوه را نشان می‌دهند و اگر شیب به اندازه کافی شیب دار شود، یک بی‌ثباتی مایع به نام بی‌ثباتی باروکلینیک می‌تواند تحریک شود. گرداب‌ها از طریق بی‌ثباتی باروکلینیک تولید می‌شوند که برای صاف کردن سطوح تراکم از طریق تبادل مایع به سمت شیب عمل می‌کنند.
این تکه‌ها در مقیاس مشخصی به نام شعاع تحریف راسبی شکل می‌گیرند. این مقیاس بستگی به قدرت طبقه‌بندی و پارامتر (که به نوبه خود به عرض جغرافیایی بستگی دارد) دارد. در نتیجه، در مقیاس‌های حدود ۱° (~۱۰۰ کیلومتر) در مناطق گرمسیری، اما کمتر از ۱/۱۲° (~۱۰ کیلومتر) بر قطب‌ها و در برخی از دریاهای رف شکل می‌گیرد. اکثر مدل‌های آب و هوایی، مانند آنهایی که به عنوان بخشی از آزمایشات CMIP اجرا می‌شوند، در یک قطعنامه ۱–۱/۴ در اقیانوس اجرا می‌شوند و بنابراین نمی‌توانند در بخش‌های بزرگ اقیانوس، به ویژه در قطب‌ها، بادبادک باروکلینیک را حل کنند. با این حال، بادبادک باروکلینیک عرض جغرافیایی بالا برای بسیاری از فرآیندهای اقیانوس مانند گردش برگشت جنوب اقیانوس اطلس (AMOC) مهم است، که بر آب و هوا جهانی تأثیر می‌گذارد. در نتیجه، اثرات بادبادک در مدل‌های آب و هوایی، مانند از طریق پارامترسازی که به‌طور گسترده‌ای مورد استفاده قرار می‌گیرد، که اثرات مسطح کننده ایزوپینال بادبادک را به عنوان آدافت (اغلب به عنوان انتشار سطوح اشتباه تفسیر می‌شود) نشان می‌دهد، پارامتر می‌دهند. این پارامترسازی کامل نیست - به عنوان مثال، ممکن است حساسیت جریان گردباد و AMOC آنتیک به شدت بادها در اقیانوس جنوبی را بیش از حد پیش‌بینی کند. در نتیجه، پارامترهای جایگزین برای بهبود نمایش‌های ادی در مدل‌های اقیانوس توسعه می‌یابد.

## مشکلات مربوط به افزایش وضوح تصویر
با افزایش وضوح مدل، خطاهای مرتبط با فرآیندهای همرفتی مرطوب افزایش می‌یابند، زیرا فرضیاتی که از نظر آماری برای جعبه‌های شبکه بزرگتر معتبر هستند، با کوچک شدن جعبه‌های شبکه به سمت اندازه خود همرفت، زیر سوال می‌روند. در وضوح‌های بیشتر از T639، که ابعاد شبکه‌ای آن حدود ۳۰ کیلومتر (۱۹ مایل) , طرح همرفتی آراکاوا-شوبرت حداقل بارش همرفتی را تولید می‌کند و بیشتر بارش‌ها را به‌طور غیرواقعی ماهیت چینه‌ای شکل می‌دهد.